# Мотоки, Масахиро
Масахиро Мотоки (яп. 本木 雅弘 мотоки масахиро:, род. 21 декабря 1965 года, Окегава, Япония) — японский актёр. Наиболее известен по ролям в кинофильмах «Ушедшие», «Люди-птицы в Китае», «Сумо достало!» и «Гонин». Обладатель ряда кинематографических наград, в частности, является лауреатом Азиатской кинопремии 2009 года в номинации «Лучший актёр» за главную роль в фильме «Ушедшие».

## Биография
Родился 21 декабря 1965 года в Окегаве. В 1982 году стал участником бой-бэнда Shibugakitai, в составе которого дебютировал как актёр в фильмах «Come On Girls!» и «Third-Year High School Boys». Затем последовало еще два фильма — «Headphone Lullaby» (1983) и «Barrow Gang BC» (1985). В 1988 году Мотоки покинул коллектив, начав самостоятельную актёрскую карьеру.
Крупным успехом для Мотоки стала главная роль в фильме «Сумо достало!» (англ. Sumo Do, Sumo Don't) режиссера Масаюки Суо, который был выпущен в 1992 году. Фильм получил ряд крупных наград, в том числе победил в номинации «Лучший фильм» Премии Японской киноакадемии, а сам Мотоки был отмечен в категории «Лучший актёр». В 1995 году снялся в криминальной драме Такаси Исии, «Гонин», вместе с Такэси Китано и Коити Сато. В 1990-х годах также, помимо кинематографа, Мотоки также активно начал сниматься в телевизионных сериалах, преимущественно романтической тематики.
В 1999 году снялся в фильме «Близнецы» режиссёра Синъи Цукамото, в котором сыграл главную роль — врача Юкио. За эту работу Мотоки был номинирован на Премию Японской киноакадемии в категории «Лучший актёр», однако уступил Кэну Такакуре.
Другой значимой картиной для Мотоки стал фильм Ёдзиро Такиты «Ушедшие». Фильму сопутствовал как коммерческий успех, так и положительные оценки критиков, в результате чего он был удостоен премии «Оскар» за лучший фильм на иностранном языке в 2008 году. Мотоки как исполнитель главной роли побеждал в категории «Лучший актёр» на многих кинофестивалях и кинопремиях Японии и Азии.
В 2015 году сыграл второстепенные роли в фильмах «Император в августе» и «Большая пчела».
В 2020 году принял участие в съемках сериала BBC «Гири/Хадзи».

### Личная жизнь
С 1995 года женат на Яяко Утиде. Имеет трех детей.

## Фильмография
| Год       |   | Русское название                    | Оригинальное название               | Роль             |
| --------- | - | ----------------------------------- | ----------------------------------- | ---------------- |
| 2019      | с | Долг/стыд                           | Giri/Haji                           | Фукухара         |
| 2016      | ф | Долгие оправдания                   | Nagai iiwake                        |                  |
| 2015      | ф | Император в августе                 | Nihon no ichiban nagai hi ketteiban | Император Сёва   |
| 2015      | ф | Большая пчела                       | Tenkû no hachi                      | Коити Мисима     |
| 2009—2011 | с | Тучи над холмами                    | Saka no ue no kumo                  | Санэюки Акияма   |
| 2008      | с |                                     | VeggieTales FitnessHof              | Эити Хагино      |
| 2008      | ф | Ушедшие                             | Okuribito                           | Даиго Кобаяси    |
| 2007      | ф | Самая длинная ночь в Шанхае         | Yoru no Shanghai                    | Наоки Мидзусима  |
| 2005      | ф |                                     | Natsumeke no shokutaku              | Сосэки Нацумэ    |
| 2003      | с |                                     | Kôfuku no ôji                       | Сухэй Нарикава   |
| 2003      | ф |                                     | Ganryujima                          | Мусаси Миямото   |
| 2003      | ф | Шпион Зорге                         | Spy Sorge                           | Хидеми Одзаки    |
| 2001      | ф | Принц Сётоку                        | Shotoku taishi                      | Сётоку Таиси     |
| 2001      | ф | Блэк Джек 3                         | Black Jack 3                        | Блэк Джек        |
| 2000      | ф | Блэк Джек 2                         | Black Jack 2                        | Блэк Джек        |
| 2000      | ф | Блэк Джек                           | Black Jack                          | Блэк Джек        |
| 1999      | ф |                                     | Rinjin wa hisoka ni warau           | Киоити Такаги    |
| 1999      | ф | Близнецы                            | Sôseiji                             | Юкио Дайтокудзи  |
| 1998      | с |                                     | Tokugawa Yoshinobu                  | Ёсинобу Токугава |
| 1998      | ф | Люди-птицы в Китае                  | Chûgoku no chôjin                   | Вада             |
| 1996      | ф | Токива: Дом, где рождалась манга    | Tokiwa-so no seishun                | Хиро Тэрада      |
| 1995      | с |                                     | Kimi to deatte kara                 | Сэйдзи Тогава    |
| 1995      | ф | Давайте потанцуем?                  | Shall we dansu?                     | Хиромаса Кимото  |
| 1995      | ф | Гонин                               | Gonin                               | Дзунити Мицуя    |
| 1994      | ф | Загадка Рампо                       | Rampo                               | Когоро Акети     |
| 1993      | ф |                                     | Saiyûki                             | Сун Ву-Конг      |
| 1993      | ф |                                     | Last Song                           | Сюкити Ясуми     |
| 1992      | с |                                     | I Can't See Only You                | Мицухико Яманэ   |
| 1992      | ф | Диоксина из рыбы!                   | Sakana kara daiokishin!!            | Кэндзи           |
| 1992      | ф | Сумо достало!                       | Shiko funjatta                      | Сухэй Ямамото    |
| 1991      | с |                                     | Taiheiki                            | Тадаки Тигуса    |
| 1991      | ф | Кагэро                              | Kagero                              | Итигаро Косуги   |
| 1991      | ф | Игра, которая никогда не закончится | Asobi no jikan wa owaranai          | Хирата           |
| 1990      | ф |                                     | Fûsen                               | Тору Нагаути     |
| 1989      | ф |                                     | Beppin no machi                     | Судзи Саяма      |
| 1989      | ф | Отель Раффлз                        | Raffles Hotel                       | Такео Юки        |
| 1989      | ф |                                     | 226                                 | Тоси Коно        |
| 1989      | ф | Причудливый танец                   | Fanshi dansu                        | Ёхэй Сионо       |
| 1985      | ф |                                     | Barrow Gang BC                      | Сюн Сомэя        |
| 1982      | ф |                                     | Shibugakitai: Boys and Girls        | Кимиаки          |

## Награды и номинации
| Премия                                   | Год  | Фильм                                     | Категория                   | Результат |
| ---------------------------------------- | ---- | ----------------------------------------- | --------------------------- | --------- |
| Азиатско-Тихоокеанская кинопремия        | 2009 | «Ушедшие»                                 | Лучшее актёрское исполнение | Победа    |
| Азиатская кинопремия                     | 2009 | «Ушедшие»                                 | Лучший актёр                | Победа    |
| Премия азиатской ассоциации кинокритиков | 2009 | «Ушедшие»                                 | Лучший актёр                | Победа    |
| Премия азиатской ассоциации кинокритиков | 2016 | «Император в августе»                     | Лучший актёр второго плана  | Победа    |
| Премия Японской киноакадемии             | 1990 | «226», «Beppin no machi», «Raffles Hotel» | Новичок года                | Победа    |
| Премия Японской киноакадемии             | 1993 | «Сумо достало!»                           | Лучший актёр                | Победа    |
| Премия Японской киноакадемии             | 1995 | «Last Song»                               | Лучший актёр                | Номинация |
| Премия Японской киноакадемии             | 2000 | «Близнецы»                                | Лучший актёр                | Номинация |
| Премия Японской киноакадемии             | 2009 | «Ушедшие»                                 | Лучший актёр                | Победа    |
| Премия Японской киноакадемии             | 2016 | «Император в августе»                     | Лучший актёр второго плана  | Победа    |
| Премия Японской киноакадемии             | 2016 | «Большая пчела»                           | Лучший актёр второго плана  | Номинация |
| «Голубая лента»                          | 1993 | «Сумо достало!»                           | Лучшее актёр                | Победа    |
| «Голубая лента»                          | 2009 | «Ушедшие»                                 | Лучший актёр                | Победа    |
| «Голубая лента»                          | 2016 | «Император в августе», «Большая пчела»    | Лучший актёр второго плана  | Победа    |
| «Золотой петух»                          | 2008 | «Ушедшие»                                 | Лучший иностранный актёр    | Победа    |
| Hochi Film Award                         | 2008 | «Сумо достало!»                           | Лучший актёр                | Победа    |
| Hochi Film Award                         | 2015 | «Император в августе», «Большая пчела»    | Лучший актёр второго плана  | Победа    |
| Japanese Professional Movie Awards       | 1992 | «Игра, которая никогда не закончится»     | Лучший актёр                | Победа    |
| Кинопремия Кинэма Дзюмпо                 | 2009 | «Ушедшие»                                 | Лучший актёр                | Победа    |
| Международный кинофестиваль в Токио      | 1993 | «Last Song»                               | Лучший актёр                | Победа    |
| Кинофестиваль в Иокогаме                 | 1993 | «Сумо достало!»                           | Лучший актёр                | Победа    |